# Notoxus vulcanicus
Notoxus vulcanicus es una especie de coleóptero de la familia Anthicidae.

## Distribución geográfica
Habita en Tanzania.